# Аґрафка (творча майстерня)
Творча майстерня «Аґра́фка» — творче об'єднання, дизайн-студія, заснована львівськими художниками Романою Романишин та Андрієм Лесівим, що працюють у сфері книжкового оформлення та ілюстрації, спеціалізуються на графіці, живописі, дизайні.
Лауреати міжнародних престижних премій у сфері книжкової ілюстрації, серед яких Міжнародне бієнале ілюстрації в Братиславі «ВІВ 2017», «Bologna Ragazzi Award 2018».

## Історія
У сфері книжкового оформлення почали працювати, ще бувши студентами Львівського державного коледжу декоративного і ужиткового мистецтва, де навчалися у 1999—2003 роках. Тоді Романа Романишин та Андрій Лесів отримали пропозицію від львівського видавництва «Літопис» створити обкладинку роману Ерленда Лу «Наївний. Супер». Навчаючись в Академії мистецтв, працювали над двома великими проєктами — загальним оформленням поетичних збірок «Зів’яле листя» Івана Франка («Літопис», 2006) і «Три перстені» Богдана-Ігоря Антонича («Літопис», 2008). Робота над збіркою інтимної лірики Івана Франка «Зів’яле листя» стала знаковою подією в професійному житті Романи Романишин та Андрія Лесіва. Це була їх перша цілісна робота — не лише оформлення, а й макет, верстка, повне графічне опрацювання.
Ґрунтовно досліджували проєктування книги під час стажування у Кракові у 2010 році в рамках піврічної стипендії міністра культури Польщі «Gaude Polonia». У цей період працювали над оформленням останньої прижиттєвої книжки нобелівської лауреатки Віслави Шимборської — двомовної, польсько-української, збірки поезій «Може, це все / Może To Wszystko». Книга вийшла у видавництві «BoSz» та отримала схвальні відгуки автора. 
Книжка «Рукавичка. Українська народна казка» — перший дитячий проєкт Творчої майстерні «Аґрафка» спільно з видавництвом «Навчальна книга — Богдан». Видання вийшло у 2011 році та було визнане найкращою книжкою Львівського міжнародного дитячого фестивалю, а також отримало Ґран-прі Дитячої книжкової премії «Левеня».«Рукавичка» здобула відзнаку Міжнародного бієнале ілюстрації в Братиславі «ВІВ 2011», а також увійшла до престижного міжнародного щорічного каталогу дитячих видань «Білі круки – 2012» (White Ravens).
У 2012 році у видавництві «Навчальна книга — Богдан» вийшла українська народна казка «Ріпка» у переказі Івана Франка та творчо-ілюстративному втіленні «Аґрафки». У 2012 році книжка здобула відзнаку Дитячої книжкової премії «Левеня» — за найкращий артпроєкт. У 2013 році «Ріпка» увійшла до  каталогу «Білі круки».
Особливо активною є їхня співпраця з львівським «Видавництвом Старого Лева». До Романи Романишина та Андрія Лесіва звернулася Соломія Чубай з пропозицією оформити книгу її батька, культового поета Грицька Чубая. Так у  2013 році у «Видавництві Старого Лева» вийшло «П’ятикнижжя». Цей проєкт став початком активної співпраці ілюстраторів з «ВСЛ». У видавництві вийшли чотири авторські книги Романи Романишин та Андрія Лесіва — «Антоміми» (2014), «Зірки і макові зернята» (2014), книжка-картонка «Мій дім і речі в нім» (2015), «Війна, що змінила Рондо» (2015). Ілюстратори працювали над оформленням таких видань «ВСЛ», як «Різдвяна історія» Ч. Діккенса, «Нескінченна історія» М. Енде, «Країна Мумі-тролів» Туве Янссон, «Фелікс Австрія» С. Андрухович та ін.
У 2015 році на Форумі видавців у Львові було презентовано абетку «Шептицький від А до Я» — спільний проєкт «Аґрафки», «Видавництва Старого Лева» та авторів О. Думанської та Г. Терещук. Книжка здобула премію «Найкраща книга Форуму видавців – 2015».
У 2016 році серію абеток-енциклопедій поповнила книжка «Франко від А до Я», текст до якої написали франкознавці Богдан Тихолоз і Наталя Тихолоз, художнє оформлення — Творча майстерня «Аґрафка». Книжку було відзначено премією «Найкраща книга Форуму видавців—2016». У 2017 році видання було нагороджено премією BIB 2017 PLAQUE на Бієнале художньої Ілюстрації у Братиславі. Також абетку-енциклопедію «Франко від А до Я» було визнано найкращою у номінації «Дитяче свято», підномінація «Пізнавальна та розвивальна книга» за версією Всеукраїнського рейтингу «Книжка року 2016».
У 2017 році випустили пізнавальну книжку-картинку «Голосно, тихо, пошепки» про слух, звук і тишу, про голос і мовчання, про звуки, які ми чуємо і яких не чуємо. Наприкінці того ж року була анонсована книжка-картинка про зір «Я так бачу», що стане дилогією разом з першою частиною.
Творча майстерня «Аґрафка» співпрацює як з українськими, так і закордонними видавництвами. 
Живуть та працюють у Львові.

## Книжкові проєкти
Авторські видання
- 2014 — «Антоміми»
- 2014 — «Зірки і макові зернята»
- 2015 — «Мій дім і речі в нім», книжка-картонка
- 2015 — «Війна, що змінила Рондо»
- 2017 — «Голосно, тихо, пошепки», книжка-картинка
- 2018 — «Я так бачу», книжка-картинка
- 2020 — «Куди і звідки»

Художнє оформлення видань
- 2008 — «Зів'яле листя» І. Франка
- 2008 — «Японські сади» А. Накорчевського, альбом
- 2008 — «Три перстені» Б.- І. Антонича
- 2011 — «Може, це все» В. Шимборської
- 2011 — «Рукавичка» (українська народна казка)
- 2012 — «Ріпка» (у переказі І. Франка)
- 2012 — «Był Sobie Pewien Człowiek» Danuta Wawiłow
- 2013 — «П'ятикнижжя» Г. Чубая
- 2014 — «Гронінгенський рукопис» І. Старовойт
- 2014 — «373» М. Кіяновської
- 2015 — «Шептицький від А до Я»
- 2016 — «Франко від А до Я», "Чоловіки, жінки і діти Ю. Мусаковської
- 2017 — «Супергерої» О. Гусейнової
- 2017 — «Коханець леді Чаттерлей» Д. Лоуренса
- 2018 — «Прощавай, зброє» Ернест Гемінґвей

Обкладинки до видань
- 2004 — «Homo legens: читання як соціокультурний феномен» М. Зубрицької
- 2004 — «Роль читача. Дослідження з семіотики текстів» У. Еко
- 2004 — «Історія моїх страждань. Листування Абеляра й Елоїзи» Абеляра
- 2004 — «Історія європейської ментальності»
- 2004 — «Візії: як наука змінить ХХІ сторіччя» Мічіо Кайку
- 2004 — «Мандрівка людей книги» О. Токарчук
- 2004 — «Вибране» Т. Янссон
- 2004 — «Поки ти заснеш» Лінн Ульманн
- 2005 — «Гіперпростір. Наукова одіссея крізь паралельні світи, викривлений простір-час і десятий вимір» Мічіо Кайку
- 2005 — «Помаранчева дівчинка» Ю. Ґордера
- 2007 — «Останні історії» О. Токарчук
- 2007 — «Родина Європи» Ч. Мілоша
- 2007 — «Європейська література і латинське середньовіччя» Е. Р. Курціус
- 2007 — «Пантелеймон Куліш особистість, письменник, мислитель» Є. Нахліка
- 2007 — «Наодинці з собою» М. Аврелія
- 2009 — «Semper magister et semper tiro: Іван Франко та Осип Маковей» Н. Тихолоз
- 2007—2009 — «Університетські діалоги», серія видань
- 2008 — «Таємниця роздвоєного обличчя: Авторська свідомість в інтелектуальній прозі Віктора Петрова-Домонтовича» М. Гірняк
- 2009 — «Міфопоетичні образи в художньому світі Івана Франка» Б. Тихолоза
- 2009 — «Філософська лірика Івана Франка» Б. Тихолоза
- 2009 — «Повне зібрання творів» Б.- І. Антонича
- 2009 — «День у день» Т. Мора
- 2009 — «У дзеркалі, у загадці» Ю. Ґордера
- 2009 — «Vita brevis. Лист Флорії Емілії до Аврелія Авґустина» Ю. Ґордера
- 2010 — «Нові шляхи історичного мислення» Й. Рюзен
- 2010 — «Історія греків» І. Монтанеллі
- 2010 — «Історія Америки» Дж. Б. Тіндалль, Д. Е. Шай
- 2010 — «Великий код: Біблія і література» Н. Фрай
- 2011 — «Червоне і Чорне | Чорне і Червоне. 100 українських поеток і 100 українських поетів ХХ сторіччя. Поетична антологія в двох томах»
- 2013 — «13 різдвяних історій»
- 2014 — «Фелікс Австрія» С. Андрухович
- 2014 — серія книжок «Країна Мумі-тролів» Т. Янссон
- 2014 — «Мандрівний замок Хаула» Д. В. Джонс
- 2014 — «Різдвяна історія» Ч. Діккенса
- 2014 — «Нескінченна історія» М. Енде
- 2014 — «Далекі близькі» В. Єрмоленка
- 2016 — «Джордж і таємний ключ до Всесвіту», «Джордж і скарби космосу» С. Гокінґа і Л. Гокінґ
- 2017 — серія романів Террі Пратчетта у «Видавництві Старого Лева».
- 2018 — збірка «19 різдвяних історій»
- 2020 — роман «Амадока»

## Нагороди
- 2006 — премія XIII Форуму видавців у Львові за оформлення книги «Зів’яле листя» Івана Франка[8];
- 2009 — нагорода Міжнародного фонду «Відродження»: «За високопрофесійний дизайн книжок світової гуманітарної класики, виданих за підтримки фонду»[8].
- 2011 — Ґран-прі Дитячої книжкової премії «Левеня» за книжку «Рукавичка. Українська народна казка»[3];
- 2011 — премія «Книга року» XVIII Форуму видавців у Львові за графічний проєкт книги «Рукавичка. Українська народна казка»;
- 2011 — нагорода «Honorary Mention to the Publisher» XXIII Міжнародного бієнале ілюстрації в Братиславі «ВІВ» за книжку «Рукавичка. Українська народна казка»[9];
- 2012 — спеціальна відзнака оргкомітету Дитячої книжкової премії «Левеня» «За найкращий арт-проєкт» за видання «Ріпка. По-новому розповів Іван Франко»[10];
- 2012 — «Рукавичка. Українська народна казка» увійшла до щорічного каталогу найкращих дитячих видань «Білі круки – 2012»[11];
- 2013 — «Ріпка» увійшла до каталогу «Білі круки – 2013»[12];
- 2013 — відзнака «Sharjah Children's Reading Festival» (Шарджа, Об'єднані Арабські Емірати);
- 2014 — відзнака Міжнародного дитячого книжкового ярмарку в Болоньї в категорії Opera Prima за книгу «Зірки і макові зернята»[13];
- 2015 — спеціальна відзнака журі Міжнародного дитячого книжкового ярмарку в Болоньї у категорії Нові Горизонти (New Horizons) за книгу «Війна, що змінила Рондо»[14];
- 2015 — премія «Найкраща книга Форуму видавців – 2015» за абетку-енциклопедію «Шептицький від А до Я» («ВСЛ») Галина Терещук і Оксана Думанської в оформленні Творчої майстерні «Аґрафка»;
- 2015 — «Війна, що змінила Рондо» («ВСЛ») увійшла до каталогу «Білі круки – 2015»;
- 2016 — обкладинка до книжки «Джордж і таємний ключ до Всесвіту» Люсі Гокінґ та Стівена Гокінґа («ВСЛ») увійшла до довгого списку призерів «The Global Illustration Award» на Франкфуртському книжковому ярмарку у номінації Cover Illustration[15];
- 2017 — французьке видання книги «Війна, що змінила Рондо» стало переможцем премії Le Prix Tatoulu. Книгу відзначили у номінації «Tatou VERT» – категорії видань для дітей 7-8 років[16].
- 2018 — авторські книжки «Голосно, тихо, пошепки» і «Я так бачу» отримали премію «Bologna Ragazzi Award» в номінації нон-фікшн для дітей[17][18].
- 2018 — Ґран-прі конкурсу «Найкращий книжковий дизайн» в рамках Книжкового Арсеналу за книжку «Я так бачу»[19].
- 2018 — книжка «Я так бачу» визнана найкращою у номінації «Світ дитинства» Всеукраїнського конкурсу «Краща книга України»[20].
- 2018 — Романа Романишин і Андрій Лесів обрані ілюстраторами року, зокрема за книжку-картинку «Я так бачу», за версією БараБуки[21].
- 2018 — книжка «Голосно, тихо, пошепки» стала однією з переможниць конкурсу 2nd Little Hakka International Picture Book Award у Китаї у номінації «Best of the Best»[22].
- 2019 — переможці конкурсу Nami Concours у Південній Кореї за художнє оформлення до книжок «Прощавай, зброє» Ернеста Гемінґвея у номінації Green Island Award та збірки поезій «Супергерої» Олени Гусейнової у номінації Purple Island Award[23].
- 2019 — «Я так бачу» потрапила до числа переможців конкурсу книжкового дизайну у всьому світі від Stiftung Buchkunst – «The Best Book Design from all over the World 2019» (бронзова медаль)[24].
- 2019 — «Голосно, тихо, пошепки» увійшла до числа переможців 38-ї премії Андерсена (Premio Andersen) — престижної італійської нагороди у сфері дитячої літератури[25].
- 2020 —  «Оптика Бога» отримала золото у номінації «Книга і видавнича ілюстрація» на головному щорічному європейському конкурсі у галузі комунікаційного дизайну European Design Awards (ED-Awards).[26]

## Переклади
«Ріпка» у переказі Івана Франка з ілюстраціями «Аґрафки» вийшла корейською мовою у видавництві BIR — одному з найбільших видавництв Південної Кореї.
Права на видання «Зірок і макових зернят» придбали видавництва у Франції (Rue Du Monde), Південній Кореї (BookNBean Publisher), Аргентині (Limonero Textos), Китаї (Petrel Publishing House), Словенії (Malinc), Латвії.
Права на видання книжки «Війна, що змінила Рондо» придбали видавництва у Словаччині (OZ Brak), Франції (Rue du monde), Китаї (Dolfin Media), Південній Кореї (Sanha Publishing Co), Польщі (Krytyka Polityczna).
Книжка-картинка «Голосно, тихо, пошепки» вийшла французькою, іспанською, португальською. Права на книжку-картинку «Я так бачу» вже продані в Іспанію, Китай, Тайвань, Словаччину. Станом на початок 2019 року права на книжку «Я так бачу» продано в 17 країн, на книжку «Голосно, тихо, пошепки» — у 13.

## Цікаві факти
- «Аґрафка» розробили обкладинку й ілюстрації для австрійського часопису Podium, присвяченого українській літературі[30].
- Президент Литви Даля Грибаускайте завітала на спільний майстер-клас литовських режисерів, ілюстраторів й Творчої майстерні «Аґрафка» (Романи Романишин та Андрія Лесіва) під час 17-го Міжнародного Вільнюського книжкового ярмарку у 2016 році[31].

## Критика
- У зв'язку з продажем прав на видавництво дитячих книжок «Я так чую» та «Я так бачу» (пізнавальні книжки-картинки про слух та зір) ВСЛ російському видавництву МІФ, у 2019 році в соціальній мережі Фейсбук розгорілася суперечка, оскільки більшість користувачів вважало неприпустимою торгівлю з країною, яка анексувала Крим та розпочала війну на сході України. Видавець та художник Ілля Стронґовський 20 листопада 2019 року звернув увагу на своїй сторінці у фейсбук на допис бренд-менеджерки Yakaboo.ua, про можливість придбати на території України книжки мовою окупанта [32]. Видавництво Старого Лева опублікувало офіційну позицію видавництва на власному сайті[33] в якій звернуло увагу на подвійні стандарти, що панують на українському книжковому ринку, «третину якого досі посідає російська книжка»  і зазначило, «що не видають і не популяризують російських книжок, не відвідують територію Росії. Натомість хочуть, щоб українську книжку знали і визнавали скрізь, як і нашу державу.»[34]